# Зарубіжна сатира і гумор (книжкова серія)
«Зарубіжна сатира і гумор» — книжкова серія, яку випускало видавництво «Дніпро» в Українській РСР впродовж 1969—1986.
Це була перша в Україні спроба систематизованого видання найкращих зразків світової сатири та гумору. Серія охоплювала твори авторів різних історичних епох: від доби Відродження (Себастіан Брант) до сучасності (Курт Воннеґут).
На момент припинення випуску серії (1986) було видано 21 книгу.
У серії було помилково випущено по два томи під номерами 14, а том 15 при нумерації книг серії був пропущений.
Переважну більшість творів у серії було перекладено українською вперше. Серед перекладачів — Іван Дзюб, Євген Попович, Сидір Сакидон та інші майстри українського художнього перекладу.
Усі книги серії виходили у форматі 70×90/32 (107×165 мм) та мали тверду обкладинку.

## Список виданих книжок
| Том | Автор                      | Твори                                                            | Коментар | Перекладачі                                                             | Рік видання | Сторінок | Наклад |
| --- | -------------------------- | ---------------------------------------------------------------- | --- | ----------------------------------------------------------------------- | ----------- | -------- | ------ |
| 1   | Майю Лассіла               | По сірники Воскреслий із мертвих                                 | Дві повісті визначного фінського гумориста. | Емма Лисецька                                                           | 1969        |          |        |
| 2   | Комптон Макензі            | Розрідження мозку                                                | Сатиричний роман англійського розвідника, яким він помстився начальству. | Галина Давиденко (за редакцією Юрія Лісняка)                            | 1970        | 340      | 50000  |
| 3   | Бранислав Нушич            | Міністерське порося                                              | До книжки сербського класика увійшли: повість «Автобіографія», оповідання та фейлетони.                                                                                                  | Сидір Сакидон                                                           | 1969        | 400      | 30000  |
| 4   | Карел Чапек                | Оповідання з обох кишень                                         | До книжки увійшли цикли «Оповідання з однієї кишені», «Оповідання з другої кишені» та «Апокрифи».                                                                                        | Клим Забарило                                                           | 1970        | 480      | 65000  |
| 5   | Нацуме Сосекі              | Ваш покірний слуга кіт                                           | Найуспішніший роман автора, який був серед реформаторів японської літератури на межі XIX та XX століть.                                                                                  | Іван Дзюб                                                               | 1973        | 456      | 30000  |
| 6   | Джером К. Джером           | Троє в одному човні (як не рахувати собаки)                      | Крім славетної повісті, до книжки увійшли також оповідання. | Юрій Лісняк, Ростислав Доценко                                          | 1974        | 312      | 65000  |
| 7   | Курт Воннеґут              | Бойня номер п'ять, або Хрестовий похід дітей                     | Найкращий роман Воннеґута. | Петро Соколовський                                                      | 1976        | 176      | 65000  |
| 8   | Еріх Льост                 | Я був доктором Леєм (Мемуари Вальдемара Насса)                   | Сатира на верхівку гітлерівської Німеччини. | Богдан Гавришків, Олександр Деко                                        | 1977        | 216      | 30000  |
| 9   | Йон Лука Караджале         | Тріумф таланту                                                   | Збірка оповідань румунського класика. | Станіслав Семчинський (більша частина оповідань) та ще сім перекладачів | 1978        | 272      | 50000  |
| 10  | Радоє Доманович            | Страдія Подарунок королю                                         | Повість та низка сатиричних новел класика сербської літератури. | Сидір Сакидон, Іван Ющук                                                | 1978        | 288      | 50000  |
| 11  | Гуґо Гартунґ               | Ми — вундеркінди (Веселий роман)                                 | Знов антифашистський роман. | Юрій Авдєєв                                                             | 1978        | 288      | 50000  |
| 12  | Алеко Константинов         | Бай Ганьо (Неймовірні оповідання про одного сучасного болгарина) | Цикл оповідань болгарського сатирика XIX століття. | Жан Макаренко                                                           | 1979        | 174      | 50000  |
| 13  | О. Генрі                   | Королі і капуста                                                 | Єдиний роман уславленого американського новеліста. | Василь Мисик                                                            | 1980        | 214      | 65000  |
| 14  | Себастіан Брант            | Корабель дурнів (Вибрані сатири)                                 | Окремі частини знаменитої поеми, впливу якої зазнали, зокрема, Климентій Зіновіїв, Григорій Сковорода, Іван Котляревський.                                                               | Феофан Скляр (за редакцією Дмитра Паламарчука)                          | 1980        | 151      | 28000  |
| 14  | Мирослав Крлежа            | Хорватський бог Марс                                             | Цикл новел видатного хорватського письменника. | Семен Панько                                                            | 1981        | 341      | 65000  |
| 16  | Ален-Рене Лесаж            | Кульгавий біс                                                    | Класика жанру крутійського роману. | Ірина Сидоренко                                                         | 1982        | 262      | 65000  |
| 17  | Бертольт Брехт             | Діла пана Юлія Цезаря                                            | Незакінчений роман видатного німецького драматурга. | Надія Гордієнко-Андріанова                                              | 1983        | 215      | 65000  |
| 18  | Ернст Теодор Амадей Гофман | Життєва філософія кота Мура                                      | Найвідоміший із творів Гофмана. | Євген Попович                                                           | 1983        | 372      | 65000  |
| 19  | Кальман Міксат             | Парасолька святого Петра                                         | Цей роман — один з найпопулярніших творів угорського прозаїка. | Сергій Панько                                                           | 1983        | 188      | 65000  |
| 20  | Костас Варналіс            | Справжня апологія Сократа                                        | Крім сатиричної новели, яка дала назву збірці, до книжки увійшли «Історія святого Пахомія», «В'язниця» та кілька творів із циклу «Диктатори».                                            | Анатолій Чердаклі                                                       | 1984        | 262      | 50000  |
| 21  | Альфонс Доде               | Тартарен Тарасконський                                           | До книги ввійшла трилогія видатного французького письменника (1840—1897) «Тартарен Тарасконський»: «Незвичайні пригоди Тартарена Тарасконського», «Тартарен на Альпах», «Порт-Тараскон». | Ірина Сидоренко                                                         | 1986        | 455      | 65000  |